# Золтан Халмаи
Золтан Халмаи (мађ. Halmay Zoltán Imre Ödön) је био мађарски олимпијски пливач. У периоду од 1900. па до 1908. године био је троструки учесник Летњих олимпијских игара и такође је учествовао на Олимпијским међуиграма 1906.
На олимпијским играма Халмаи је освојио следеће медаље:
- 1900: сребро (200 m, 4000 m слободно), бронза (1.000 m слободно)
- 1904: злато (50yd, 100yd слободно)
- 1906: злато (4×250 m штафета слободно), сребро (100 m слободно) (these games are now not officially recognized by the IOC)
- 1908: сребро (100 m слободно, 4 × 200 m штафета слободно)

## Спортска биографија
Золтан Халмаи, двоструки олимпијски шампион, био је врхунски спортиста у пливању слободним стилом. Године 1904. освојио је злато на 50 и 100 јарди на Олимпијским играма у Сент Луису, док је 1906. био део штафете 4×250 м која је такође забележила златни успех на Интеркалираним играма. Поред тога, освојио је четири сребрне и једну бронзану медаљу на другим Олимпијским играма. Био је 14 пута шампион Мађарске и освојио је првенства Енглеске, Немачке и Аустрије. Држао је светски рекорд на 100 метара, као и на 50 и 220 метара. Његова свестраност била је очигледна и у другим спортовима, будући да је био изузетан веслач и фудбалер, а освојио је и национално првенство у ролању на 5.000 метара. После пензионисања, радио је као тренер и био је главни тренер Мађарског пливачког савеза. У част његових достигнућа, у сарадњи са Словачким олимпијским комитетом и локалном самоуправом Високе при Мораве (Магашфалу), на главном тргу села постављен је споменик који укључује спомен-плочу и статуу Халмаија.